# Bangarang
Bangarang (pronunciado Bangarangⓘ en inglés estadounidense) es el cuarto extended play del productor y disc-jockey estadounidense Skrillex, lanzado el 27 de diciembre de 2011 bajo los sellos discográficos OWSLA, Big Beat Records y Atlantic Records. El EP posee 7 canciones originales del artista y cuenta con las colaboraciones de Sirah, Ray Manzarek y Robby Krieger —integrantes de la banda The Doors—, Wolfgang Gartner, 12th Planet, Kill the Noise y Ellie Goulding. La versión de Apple Music además, contó con la canción «Skrillex Orchestral Suite» realizada por el músico estadounidense Varien. Este bonus track era una mezcla de las canciones «Scary Monsters And Nice Sprites», «With You, Friends», «First of the Year (Equinox)» y «All I Ask Of You» en versión orquestal.
El nombre del extended play proviene de la película Hook —dirigida por Steven Spielberg y protagonizada por Robin Williams—, del año 1991. En dicho largometraje, “Bangarang” es el grito de guerra de los niños perdidos. Este fue el segundo extended play de Skrillex lanzado en 2011. Unos meses antes, el 7 de junio lanzó su tercer EP titulado More Monsters and Sprites, siendo este su primer extended play en ese año. En los Premios Grammy de 2013, Bangarang ganó en la categoría premio Grammy al mejor álbum de dance/electrónica.

## Historia

### Portada
La portada de Bangarang sigue el estilo visual de sus anteriores extended plays. El cover art, sobre una pared blanca, tiene el logotipo de Skrillex —utilizado de manera oficial por el artista desde la salida de My Name Is Skrillex, un año antes— escrito en rojo, mientras que debajo de este tiene escrito el nombre del álbum. Sobre toda esta composición, hay un cristal roto siendo reflejado por una luz potente. Esta portada fue diseñada por el español David de Juan Navarro —más conocido como Roboto—.

### Lanzamiento
El EP Bangarang fue publicado el 23 de diciembre de 2011, coincidiendo con el lanzamiento del videoclip de «Ruffneck (FULL Flex)». Este fue el primer extended play de Moore lanzado bajo su sello discográfico OWSLA —creado en agosto de ese mismo año—, que contó con un contrato de distribución con Atlantic Records y Big Beat Records. En su salida, Bangarang gozó de un gran éxito comercial, consiguiendo entrar en varias listas musicales, tales como la Billboard 200.
La canción «Bangarang», hecha en colaboración con Sirah, fue publicada en YouTube el 24 de diciembre de ese año y consiguió 48 000 visitas en 2 días, número que aumentó a 16 300 000 para principios de abril de 2012. Por otro lado, la canción «Kyoto», hecha también en colaboración con Mitchell, consiguió 22 000 visitas en 2 días, número que aumentó a 13 300 000 para principios de abril del siguiente año. «Bangarang» hizo aparición en Deadpool 2, película estrenada el 10 de mayo de 2018.

## Recepción

### Ventas y certificaciones
| País           | Organismo certificador | Certificación | Ventas certificadas | Ref.   |
| -------------- | ---------------------- | ------------- | ------------------- | ------ |
| Estados Unidos | RIAA                   | Platino       | 1 000               | [ 27 ] |
| Reino Unido    | BPI                    | Oro           | 100 000             | [ 28 ] |
| Australia      | ARIA                   | Platino       | 70 000              | [ 29 ] |
| México         | AMPROFON               | Platino       | 60 000              | [ 30 ] |
| Suiza          | IFPI                   | Platino       | 30 000              | [ 31 ] |

## Listado de canciones
- Edición estándar

| Bangarang |                                                    |                                        |                                     |          |  |
| N.º       | Título                                             | Escritor(es)                           | Productor(es)                       | Duración |  |
| 1.        | «Right In»                                         | Sonny Moore                            | Skrillex                            | 3:02     |  |
| 2.        | «Bangarang» (con Sirah)                            | Moore Sara Elizabeth Mitchell          | Skrillex Sirah                      | 3:35     |  |
| 3.        | «Breakn' a Sweat» (con The Doors)                  | Moore Ray Manzarek Robert Alan Krieger | Skrillex                            | 5:02     |  |
| 4.        | «The Devil's Den» (con Wolfgang Gartner)           | Moore Joseph Thomas Youngman           | Skrillex Wolfgang Gartner           | 4:53     |  |
| 5.        | «Right on Time» (con 12th Planet y Kill The Noise) | Moore John Dadzie Jake Stanczak        | Skrillex 12th Planet Kill The Noise | 4:05     |  |
| 6.        | «Kyoto» (con Sirah)                                | Moore Sara Elizabeth Mitchell          | Skrillex                            | 3:21     |  |
| 7.        | «Summit» (con Ellie Goulding)                      | Moore Ellie Goulding                   | Skrillex                            | 6:14     |  |

- Bonus track de Apple Music

| Bangarang |                                                    |              |               |          |  |
| N.º       | Título                                             | Escritor(es) | Productor(es) | Duración |  |
| 1.        | «Skrillex Orchestral Suite» (Realizado por Varien) | Moore        | Varien        | 6:55     |  |